# 1990 en Israël
Chronologie d'Israël (en)
- 1986
- 1987
- 1988
- 1989
- 1990
- 1991
- 1992
- 1993
- 1994

Cette page concerne les évènements survenus en 1990 en Israël  :

## Évènement
- 31 janvier : Résolution 648 du Conseil de sécurité des Nations unies (en)
- 20 mai : Meurtres d'Ami Popper (en)
- 31 mai : Résolution 655 du Conseil de sécurité des Nations unies (en)
- 31 juillet : Résolution 659 du Conseil de sécurité des Nations unies (en)
- 8 octobre : Émeutes du mont du Temple (en)
- 24 octobre : Résolution 673 du Conseil de sécurité des Nations unies
- 26 novembre : Embuscade d'Ein Netafim (en)

## Sport
- 8-15 octobre ! Classique de Riklis (en) (tennis)

## Culture

### Sortie de film
- HaDerekh LeEin Harod (en)
- Shuroo

## Naissance
- Maya Eshet, actrice.
- Tawfeek Barhom, acteur.
- Moran Fridman (he), footballeuse.
- Tomer Shalom (en), acteur.
- Ariella Sternbach (he), journaliste.

## Décès
- Malka Locker (he), poétesse.
- Bracha Tzfira, chanteusee.
- Yona Zaliouk (he), peintre.